# Escalera de Penrose

Escalera de Penrose

La Escalera de Penrose, conocida también como "escalera infinita" o "imposible", es una ilusión óptica descrita por los matemáticos ingleses Lionel Penrose y su hijo Roger Penrose junto con otros objetos imposibles en un artículo publicado en 1958.
Esta escalera es la representación bidimensional de unas escaleras que cambian su dirección 90 grados cuatro veces mientras da la sensación de que suben o bajan a la vez, sea la dirección que sea. En su versión estricta de cuatro escaleras unidas su construcción 3D es imposible, la ilusión óptica de la imagen de Penrose se basa en engañar la perspectiva. Pero en la versión de  Bruno Ernst se demuestra que sí es posible hacer una escalera infinita o que dé la sensación de no tener fin, pues esta versión se basa en la unión de cuatro rampas o dos rampas y dos escaleras.

## Origen de la falacia óptica
Las vistas parciales izquierda y derecha de la escalera de Penrose son perceptibles individualmente. Al combinarse para formar la escalera de Penrose completa, surge una figura imposible.

Parte izquierda de la escalera de Penrose
Escalera de Penrose
Parte derecha de la escalera de Penrose

## Cultura

### Pintura de la escalera
El artista neerlandés Maurits Cornelis Escher hizo uso de la escalera de Penrose en algunas de sus obras, incluyendo la famosa litografía Klimmen en Dalen (en español Ascenso y descenso), donde se ven algunos monjes que se dedican a subir y bajar las escaleras en la parte superior de un monasterio.

### Literatura
En la novela de Andrea Camilleri La scomparsa di Patò (en español La desaparición del Pato), un astrónomo inglés sugiere que el protagonista es víctima de la más perniciosa escalera y es condenado a descenderla durante toda la eternidad.

### Cine
El director de cine Christopher Nolan incorporó la escalera de Penrose en la película Inception (Origen), explicando que las estructuras que normalmente son imposibles se pueden crear dentro del mundo de los sueños lúcidos.